# Christoph Hackner
Christoph Hackner, né le 16 mars 1663 à Jauer et mort le 2 avril 1741 à Breslau, est un architecte baroque allemand de Silésie.

## Biographie
Hackner fait d'abord son apprentissage dans sa ville natale, puis il fait son tour de compagnonnage dans différentes provinces allemandes. Il poursuit ses études d'architecture à son retour en Silésie auprès de Johann Georg Knoll à Breslau en 1695-1696. En 1705, il est désigné comme ancien auprès de sa corporation et il est nommé inspecteur des bâtiments par les magistrats de la ville de Breslau. Il est nommé architecte de la ville (Stadtmaurermeister) en 1716, ce qui lui donne la responsabilité de la construction et des réaménagements des bâtiments de la ville. À la fin de sa vie, il devient fürstbischöflicher Hofbeimeister, c'est-à-dire architecte-en-chef du prince-évêque, le cardinal Philipp Ludwig von Sinzendorf.

## Quelques œuvres
- Église paroissiale de Trachenberg, 1706-1723
- Palais Hatzfeld de Breslau, 1714-1722
- Château Hatzfeld de Trachenberg, après 1700; travaux poursuivis après sa mort par Carl Gotthard Langhans
- Chapelle ND-des-Sept-Douleurs, ou chapelle Hochberg, de l'église Saint-Vincent de Breslau, 1723-1727
- Collège jésuite de Breslau, 1728-1743
- Pavillon d'agrément du prince-évêque de Breslau, après 1734

La plupart de ces édifices ont été restaurés ou reconstruits après 1945.

## Illustrations

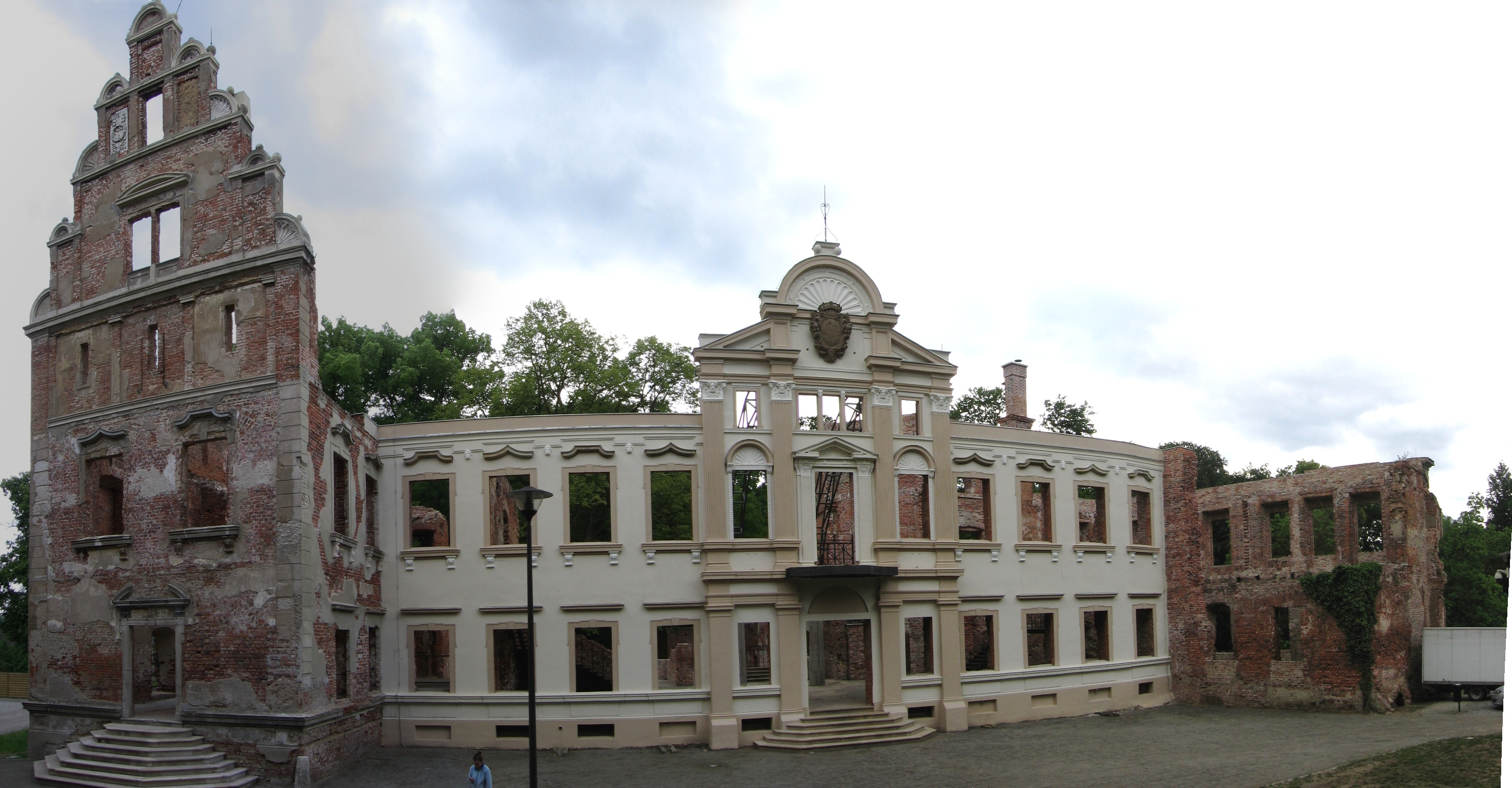
Ruines du château Hatzfeld de Trachenberg
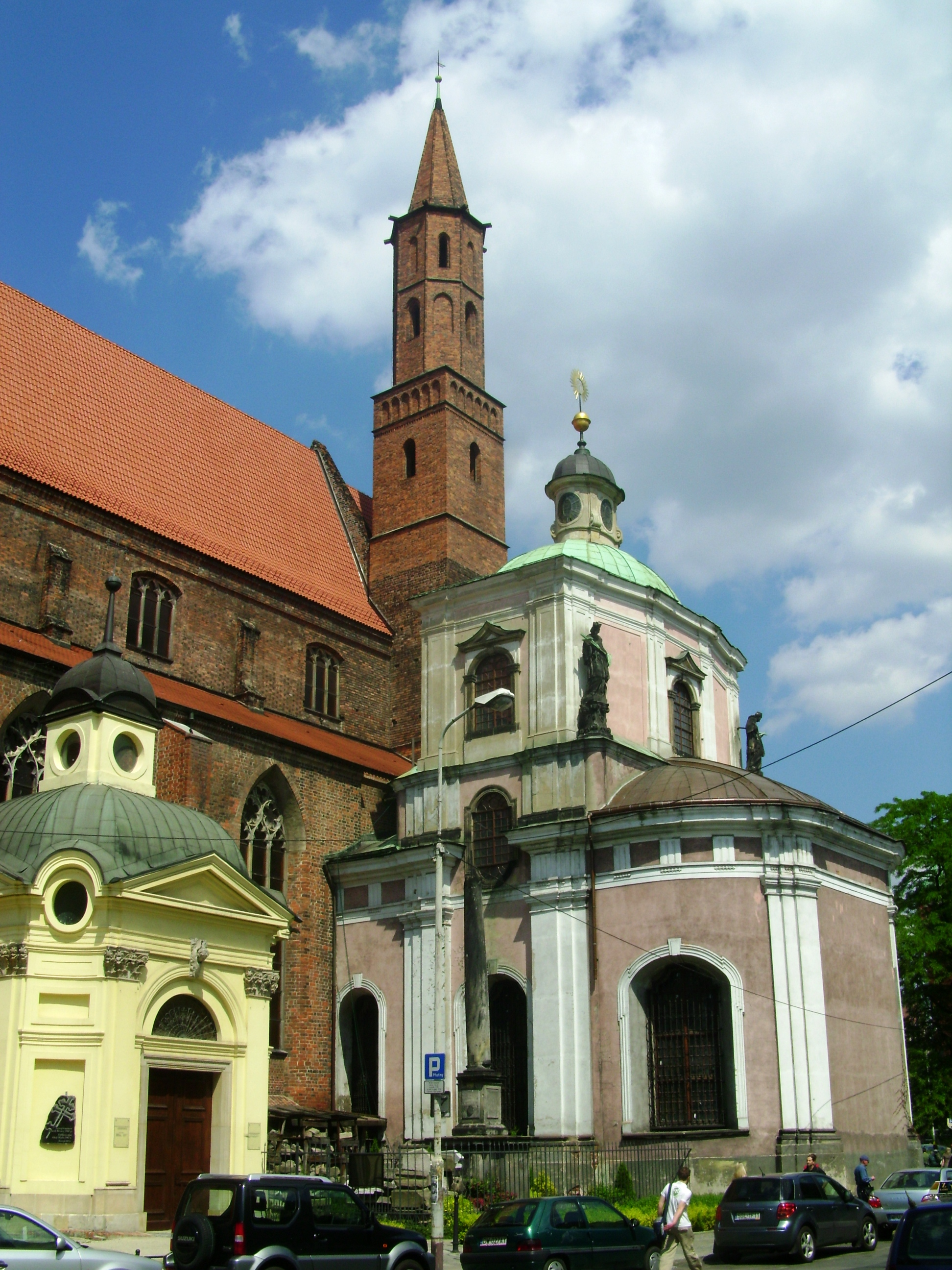
Chapelle Hochberg